# Gubio
Ne doit pas être confondu avec Gubbio.
Gubio est une ville et une zone de gouvernement local de l'État de Borno au Nigeria,.